# To the Moon
To the Moon är ett visuell roman-äventyrsspel som utvecklades av Freebird Games och gavs ut till Microsoft Windows den 1 november 2011 .

## Handling
Dr. Eva Rosalene och Dr. Neil Watts arbetar för Sigmund Corp, ett företag som kan skapa konstgjorda minnen till personer som snart ska dö. Patienten Johnny Wyles ligger på sin dödsbädd och Rosalene och Watts gör allt de kan för att ändra Johnnys minne innan han dör. Johnnys önskan är att resa till månen men han vet inte varför. En väldigt enkel önskan som visar sig vara mycket svårare att uppfylla än vad Rosalene och Watts förväntat sig. De måste gå långt tillbaka i Johnnys minnen för att hitta önskningens ursprung och finna ett sätt att ändra minnena av hans liv så att önskningen kan slå in.